# Luis Garrido Martínez

## Biografía
Luis Garrido (Madrid, 1926) es un escritor, editor y librero español.
Hijo de un bibliotecario de la Facultad de Medicina de Madrid, represaliado tras la guerra, vivió la guerra civil refugiado en Murcia, época que relata en su novela Los niños que perdimos la guerra.

## Obra
Narrativa
- Historias de la posguerra
- El maqui
- Los días perdidos
- El grito mudo
- Juntos en la noche (con Rafael Ruiz, director del programa radiofónico "Juntos en la noche", de COPE)
- Los niños que perdimos la guerra (1967)
- Las hogueras de San Juan
- La década oscura
- El hombre del abrigo largo
- El caballo del bueno siempre era blanco

Ensayo
- Insólito y esotérico
- Los sueños
- Las hogueras de San Juan
- La Quinta del Berro